# Trichotosia longissima
Trichotosia longissima är en enhjärtbladiga växtart som beskrevs av Friedrich(Fritz) Wilhelm Ludwig Kraenzlin. Trichotosia longissima ingår i släktet Trichotosia, och familjen orkidéer. Inga underarter finns listade i Catalogue of Life.